# Posse (I Need You on the Floor)
A Posse (I Need You On The Floor) a német Scooter együttes 2001-ben megjelent első kislemeze volt a We Bring The Noise! című albumukról. Bakelitkiadásként megjelent "Guess Who!" álnéven is. A korábban megjelent kislemezekhez képest árnyalatnyival lassabb, de keményebb hangzású lett. Hosszú idő után ebben a számban szerepelt újra a magas frekvenciájúra torzított refrén (HPV) is, ami az elkövetkezendő évekre meghatározta a banda hangzásvilágát.
A dalszövegben szereplő "lakierski materialiski" sor halandzsának tűnik, de valójában nem az: H.P. Baxxter egy lengyelországi turné során látta egy festékház teherautójának oldalán a feliratot, és annyira megtetszett neki, hogy beleszőtte a szövegbe. Hasonló eredetű a "Heiligeili" is, aminek van egy másik német megfelelője, a "halli galli" kifejezés. A szöveg első sorai Tyree Cooper "Turn Up The Bass" című számából kerültek átvételre és kisebb mértékben átírásra. További sorok a Human Resoiurce "Dominator" című számából kderültek átvételre.
Habár eredeti szerzemény, jól felismerhető benne a The KLF "What Time Is Love?" című dalának dallammotívuma.

## Számok listája
1. Posse (I Need You On The Floor) (Radio Version) – 03:50
2. Posse (I Need You On The Floor) (Extended Version) – 06:38
3. Posse (I Need You On The Floor) (Tee Bee Mix)– 07:00
4. Posse (I Need You On The Floor) (Club Mix) – 06:39

### Vinyl verzió
Kezdetben "Guess Who!" álnéven csak a Tee Bee Mix és a Club Mix jelentek meg bakeliten, mindennemű szerző megjelölése nélkül, 2001. március 19-én. A kiadás limitált példányszámú volt, ma már ritkaság beszerezni, noha a Scooter néven megjelent változathoz képest nincs különbség.
- A1: Posse (I Need You On The Floor) (Extended Version)
- B1: Posse (I Need You On The Floor) (Tee Bee Mix)
- B2: Posse (I Need You On The Floor) (Club Mix)

### Brit kiadás
Lényegében megegyezik az eredetivel, azonban a Radio Edit eleje eltérő, ennek megfelelően az Extended Version is módosított, továbbá egy N-Trance Edit és egy N-Trance Extended Version is helyet kapott rajta. Ez a kiadvány megjelent kazettán is.

### Japán bakelit
A hagyományoknak megfelelően az itteni változat kapott két P.K.G. Mixet, a rövidebb 6, a hosszabb 9 perc hosszú.

## Más változatok
A 2002-ben megjelent "Encore – Live and Direct" című koncertlemeznek ez a nyitószáma. Egy másik, élőben felvett verziója felkerült a 2002-es "Push The Beat For This Jam" című válogatáslemezre is. A 24 Carat Gold című válogatáslemezre a dal egy megvágott verziója került fel.
Az N-Trance Remix később a "Weekend!" kislemez limitált kiadására is felkerült. A rövidebb P.K.G. Mix a "We Bring The Noise!" album japán kiadásán lett bónusz.
A dalt koncerteken alkalmanként szokták játszani, 2010 óta (a Live In Hamburg koncertkiadványon is hallható módon) modernebb zenei alapokra helyezve.
2013-tól kezdődően a válogatáslemezekre került verziók vége érdekes módon eltérő, mint a korábbiaké, de csak az utolsó pár másodpercre igaz ez. Feltehetően a remasterelés során történt némi átalakítás vagy véletlenül, vagy szándékosan.
2014-ben a "The Fifth Chapter" című album második CD-jén bónusz tartalomként kapott helyet egy Amfree Remix.
2024-ben "Posse Reloaded" címmel újrafeldolgozásra került FiNCH-csel, és az "Open Your Mind And Your Trousers" nagylemezre is felkerült.

## Videoklip
A számhoz készített videóklip négyféle (kettő-kettő) változatban készült el, de lényegét tekintve csak apróbb különbségek vannak. Egy készült a nemzetközi (Live In Denmark Version), egy a brit változat részére (Story Version), és mindkettőhöz készült egy cenzúrázott verzió bizonyos, a klipben látható jelenetek miatt. Az eredeti változat úgy kezdődik, mint a Radio Edit, a másik verzión azonban egy rövid felvezetéssel, amikor rajongókkal betérnek a banda tagjai egy üzlethelyiségbe, és egyikük megkérdezi: How Much is The Fish?
A videoklip nagyon egyszerű: tulajdonképpen egy koncertet (illetve a másik változat a turnéhelyszínek közötti utazást is egy "Beat The Street" feliratú buszon) örökíti meg . A klipben látható egy "BAXXTER 35" feliratú mez is, amit a rajongók mutattak fel, utalván – egyébként tévesen – H.P. Baxxter életkorára (aki a valóságban akkor kettővel több volt).

## Közreműködtek
- H.P. Baxxter (szöveg)
- Rick J. Jordan (HPV, zene)
- Axel Coon (zene)
- Jens Thele (menedzser)
- Mathias Bothor (fényképek)
- Marc Schilkowski (borítóterv)